# Bahnstrecke Lübeck-Travemünde Hafen–Niendorf (Ostsee)
| Streckennummer: | 1114                         |                                     |                                     |
| Kursbuchstrecke (DB): | 114a (1963)                  |                                     |                                     |
| Kursbuchstrecke: | 103 (1934, 1938) 118g (1946) |                                     |                                     |
| Streckenlänge: | 4,8 km                       |                                     |                                     |
| Spurweite: | 1435 mm (Normalspur)         |                                     |                                     |
| |                              |                                     |                                     |
| \| \| \| von Lübeck Hbf \| \| \| \| \| vom Skandinavienkai \| \| \| \| 0,0 \| Lübeck-Travemünde Hafen (früher Bf) \| Lübeck-Travemünde Hafen (früher Bf) \| \| \| \| nach Lübeck-Travemünde Strand \| \| \| \| \| Lübeck-Travemünde Nord \| \| \| \| 2,7 \| Lübeck-Brodten \| Lübeck-Brodten \| \| \| 4,8 \| Niendorf (Ostsee) \| Niendorf (Ostsee) \| |                              |                                     |                                     |
| Strecke |                              | von Lübeck Hbf                      | von Lübeck Hbf                      |
| Abzweig geradeaus und ehemals von rechts |                              | vom Skandinavienkai                 | vom Skandinavienkai                 |
| Haltepunkt / Haltestelle | 0,0                          | Lübeck-Travemünde Hafen (früher Bf) | Lübeck-Travemünde Hafen (früher Bf) |
| Abzweig ehemals geradeaus und nach rechts |                              | nach Lübeck-Travemünde Strand       | nach Lübeck-Travemünde Strand       |
| Haltepunkt / Haltestelle (Strecke außer Betrieb) |                              | Lübeck-Travemünde Nord              | Lübeck-Travemünde Nord              |
| Haltepunkt / Haltestelle (Strecke außer Betrieb) | 2,7                          | Lübeck-Brodten                      | Lübeck-Brodten                      |
| Kopfbahnhof Streckenende (Strecke außer Betrieb) | 4,8                          | Niendorf (Ostsee)                   | Niendorf (Ostsee)                   |

Die Bahnstrecke Lübeck-Travemünde Hafen–Niendorf (Ostsee) war eine normalspurige Nebenbahn in Schleswig-Holstein.

## Geschichte
Die Bahnstrecke nach Niendorf wurde am 8. Juli 1913 von der Lübeck-Büchener Eisenbahn (LBE) als Abzweig von der Bahnstrecke Lübeck–Lübeck-Travemünde Strand eröffnet. Schon 1887 gab es ein erstes Eisenbahnkomitee, um Niendorf an die Bahnstrecke nach Lübeck-Travemünde anzuschließen, damit der Ort besser für Touristen erreichbar würde. Diese ersten Planungen scheiterten an der Finanzierung; spätere Initiativen konnten sich nicht einigen, ob der Anschluss über Oldenburger (preußisches) oder über Lübecker Gebiet führen sollte. Am 6. Juni 1912 ermächtigte die Generalversammlung der LBE die Direktion, die Strecke zu bauen. 
Nach der Eröffnung dieser Strecke hatte die Lübeck-Büchener Eisenbahn mit 160,87 km die größte Ausdehnung ihres Streckennetzes erreicht.
Mit der Verstaatlichung der LBE kam die Strecke am 1. Januar 1938 zur Deutschen Reichsbahn.
Am 29. September 1974 wurde der Personenverkehr eingestellt, die Bahnstrecke anschließend stillgelegt und abgebaut.

## Anlagen
Die Strecke zweigte kurz vor dem Bahnhof Lübeck-Travemünde Strand von der Strecke Lübeck–Travemünde ab. Einzige Unterwegsstation war Brodten (Lage) mit einem Kreuzungsgleis und einem Wartehäuschen. In Niendorf gab es, etwa in Höhe des heutigen Niobeweg (Lage), ein Umsetzgleis und mehrere Ladegleise, daneben ein zweigeschossiges Bahnhofsgebäude mit zwei Wartesälen und einem Güterboden. An der Laderampe gab es ein Eishaus, wo per Zug angeliefertes Stangeneis zur Abholung gelagert wurde. Der Haltepunkt Travemünde Nord wurde erst nach 1945 angelegt.

## Betrieb
Die Strecke wies vor allem in den Sommermonaten einen dichten Verkehr auf. Es gab teilweise durchgehende Züge von Hamburg. 
Der Abzweig nach Niendorf wurde von den 1950er Jahren bis zur Einstellung mit Uerdinger Schienenbussen der Baureihe VT 95 befahren, teilweise mit zwei gekuppelten Triebwagen. Sie kamen morgens von der Übernachtung aus Lübeck und fuhren abends zurück. Dabei wurde auch ein Zwischenhalt in Lübeck-Travemünde Strandbahnhof eingelegt, der durch eine Stichfahrt erreicht wurde. Ähnliche Stichfahrten gab es auch schon vor dem Zweiten Weltkrieg für durchgehende Züge.

## Heutige Situation
Heute befindet sich auf einem Teil der ehemaligen Bahnstrecke ein Fuß- und Radweg.